# Vert Galant (yacht)
Pour les articles homonymes, voir Vert galant.
Le Vert Galant est un sloop bermudien construit en 1934 sur le chantier Anker & Jansen à Asker, sur les plans de l'architecte naval norvégien Johan Anker (en).
Son numéro d'immatriculation est NO 340155 (Noirmoutier).
Le Vert Galant fait l’objet d’un classement au titre objet des monuments historiques depuis le 6 septembre 1993. 

## Histoire
Ce yacht à voile a été construit pour le comte de Saint Senoch, fils de Virginie Hériot, navigatrice et championne olympique. Ce bateau de course de type 6 mètres de jauge internationale (6 m JI) n'a jamais été altéré.
Le Vert Galant a connu un succès constant en régate et fut aussi skippé par Éric Tabarly.
Il a subi une première restauration dans un chantier naval monégasque en 1951. Le pont et la structure ont été rénovés en 1998.
Racheté en 2001, le Vert Galant est désormais basé à l'île de Noirmoutier. Il a le label BIP (Bateau d'intérêt patrimonial) de la Fondation du patrimoine maritime et fluvial.
Il est membre du Cercle de la Voile du Bois de la Chaize (CVBC) et porte le numéro de voile « F 99 ».